# Pinzano al Tagliamento
Pinzano al Tagliamento (friuli nyelven Pinçan) település Olaszországban, Friuli-Venezia Giulia régióban, Pordenone megyében. Lakosainak száma 1519 fő (2023. január 1.). Pinzano al Tagliamento Clauzetto, Ragogna, San Daniele del Friuli, Spilimbergo, Vito d’Asio, Castelnovo del Friuli, Forgaria nel Friuli, Sequals és Travesio községekkel határos.

## Népesség
A település lakossága az elmúlt években az alábbi módon változott:
| Lakosok száma | 1510 | 1514 | 1519 |
|               | 2017 | 2018 | 2023 |